# Ten kluk je postrach
Ten kluk je postrach (v anglickém originále Problem Child) je film z roku 1990.

## Děj
Pan Healy (John Ritter) a pani Healyová, se rozhodli že adoptují dítě z katolického sirotčince. To ale netušili, že si adoptovali právě největšího padoucha na světě – Prcka (Michael Oliver). Dostal za svou mámu Flow Healyovou (Amy Yasbeck) , kterou zajímají jenom kočky. A hodně zlého dědečka, velkého Bena (Jack Warden). I přesto má Prcek nejradši pana Healyho, kterého bude brát za vlastního otce. Od té doby, co ho ubytovali ve svém domě, nadělal kopu lumpáren na oslavě šestileté holky Lucy. Pak se ale pan Healy rozhodl, že půjde osmiletého Prcka vrátit zpět do sirotčince. Ale pak se dozvěděl, že Prcka si adoptovalo už třicet lidí a poté ho opět vrátili. Pan Healy si řekl, že bude mít Prcka rád, ať už provede cokoliv.